# William Pulido
Pour les articles homonymes, voir Pulido et Diaz.
Pulido  Diaz est un nom espagnol. Le premier nom de famille, en général paternel, est Pulido ; le second, en général maternel, souvent omis, est Diaz.
William Alirio Pulido Diaz est un ancien coureur cycliste colombien, né le 23 février 1965 à Villavicencio (département de Meta).
Il deviendra professionnel en 1989 et le restera jusqu'en 1992. Il est sacré champion national en 1990, obtenant alors son résultat le plus probant.

## Repères biographiques
Considéré comme un sprinteur dans le peloton colombien, William Pulido remporte, par exemple, deux fois le classement des étapes volantes du Clásico RCN,.
En 1988, il s'impose dans les deux épreuves les plus importantes du calendrier national colombien, le Tour de Colombie et le Clásico RCN, toutes les deux à Cali. Dans la Vuelta, il remporte la cinquième étape à l'issue d'un sprint massif et termine deux autres fois sur le podium, aux arrivées d'étape. Dans la seconde, Pulido s'octroie la quatrième étape, en disposant du peloton, après plus de deux cents kilomètres de course.
Bien que la saison 1990 ait été particulièrement décevante du point de vue des résultats sportifs, Wiliam Pulido devient champion de Colombie en juin. Échappé, repris, il parvient toutefois à rester suffisamment solide pour s'imposer de deux secondes devant son coéquipier Óscar de Jesús Vargas et de huit sur un groupe mené par Álvaro Lozano (es). 
William Pulido a été entraineur du club cycliste de Torrejón de Ardoz (Madrid), équipe dans laquelle évolue son fils William Pulido Osuno, sacré champion de la communauté de Madrid en 2007, dans sa catégorie[réf. nécessaire].

## Équipes successives
- Amateur :
  - 1987 :  Ferretería Reina[2]
  - 1988 :  Castalia[7]
- Professionnelles[8] :
  - 1989 :  Postobón Manzana
  - 1990 :  Postobón Manzana - Ryalcao
  - 1991 :  Ryalcao - Postobón Manzana
  - 1992 :  Gaseosas Glacial

## Palmarès
- 1988
  - 5e étape du Tour de Colombie
  - 4e étape du Clásico RCN
- 1990
  -  Champion de Colombie sur route
  - 1 étape du Tour des Amériques[9]

## Résultats sur lesgrands tours

### Tour de France
1 participation.
- 1990 : 70e du classement général.

### Tour d'Espagne
1 participation.
- 1989 : 118e du classement général.

### Tour d'Italie
Aucune participation.